# Grumman LLV
Grumman Long Life Vehicle (LLV) — малотоннажный грузовой автомобиль, выпускавшийся с 1986 по 1994 год компанией Grumman Corporation.

## Описание
Grumman LLV был разработан специально для Почтовой службы США. Компания Grumman получила контракт на сборку LLV. Важнейшие конструктивные особенности автомобиля — простота обслуживания, управляемость в ограниченном пространстве и общая экономичность эксплуатации. Заявленный срок службы автомобиля составляет 20—25 лет. Почтовая служба США назвала срок 24 года, однако в 2009 году этот срок был продлён до 30 лет. Большинство LLV эксплуатируется на дорогах более 27 лет.
Grumman LLV разработан на шасси Chevrolet S-10 Blazer. Поначалу автомобиль оснащался 2,5-литровым рядным четырёхцилиндровым двигателем LN8/L38 серии Iron Duke, а с 1993 модельного года автомобиль оснащался 2,2-литровым рядным четырёхцилиндровым двигателем LN2 серии General Motors 122. Коробка передач — трёхступенчатая автоматическая (TH180). Комбинация приборов и передняя подвеска аналогичны таковым у пикапа Chevrolet S-10 и внедорожника Chevrolet S-10 Blazer.
Расчётный средний комбинированный расход топлива Grumman LLV составляет 13,8 л/100 км. При интенсивном движении с остановками для доставки по месту жительства, средний расход топлива составляет около 28,7—23,5 л/100 км.
LLV планировался специально для USPS в качестве замены Jeep DJ-5. Всего было закуплено 100000 автомобилей Grumman LLV. Последний LLV сошёл с конвейера в 1994 году.

## Галерея

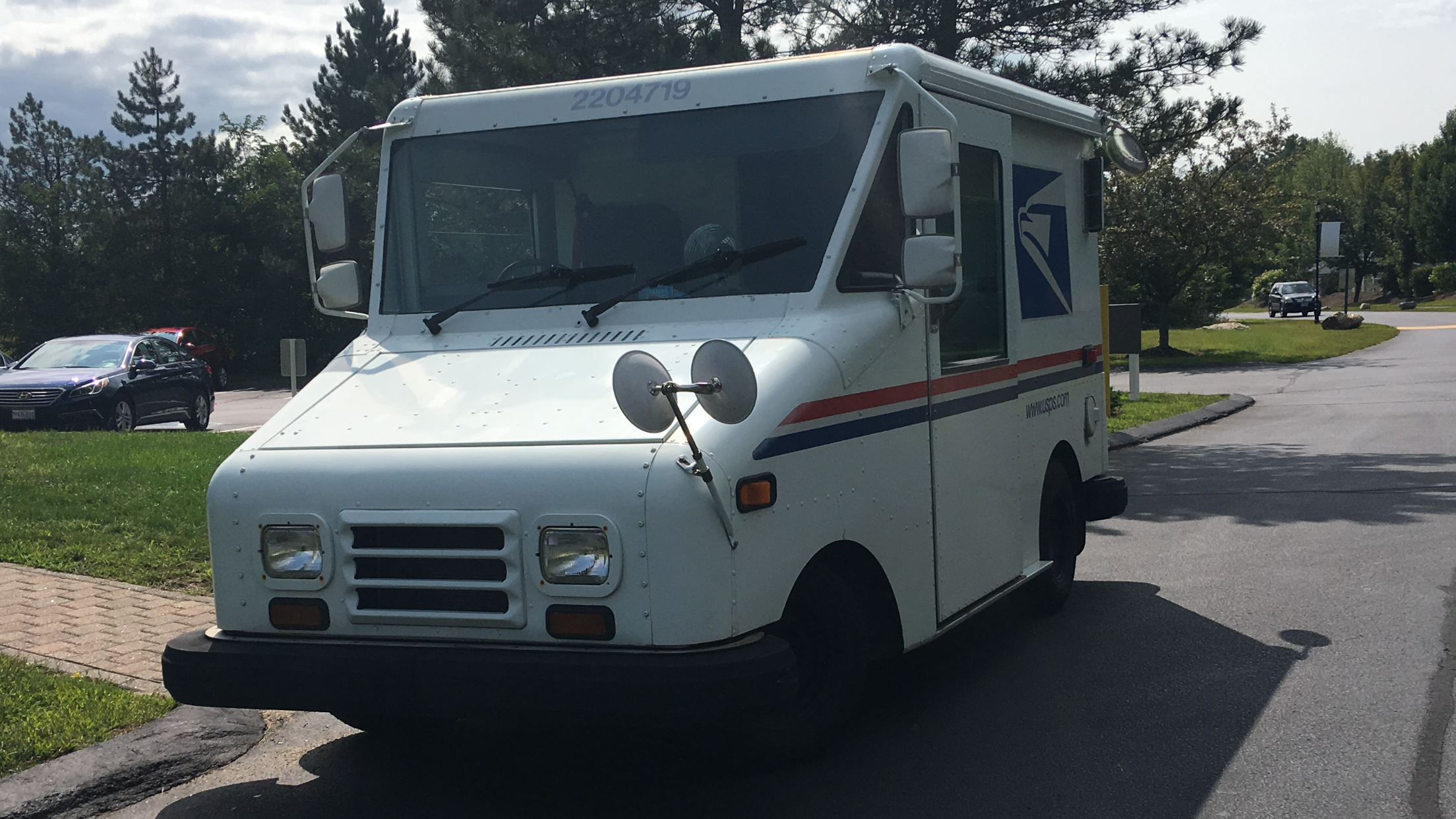
Вид спереди
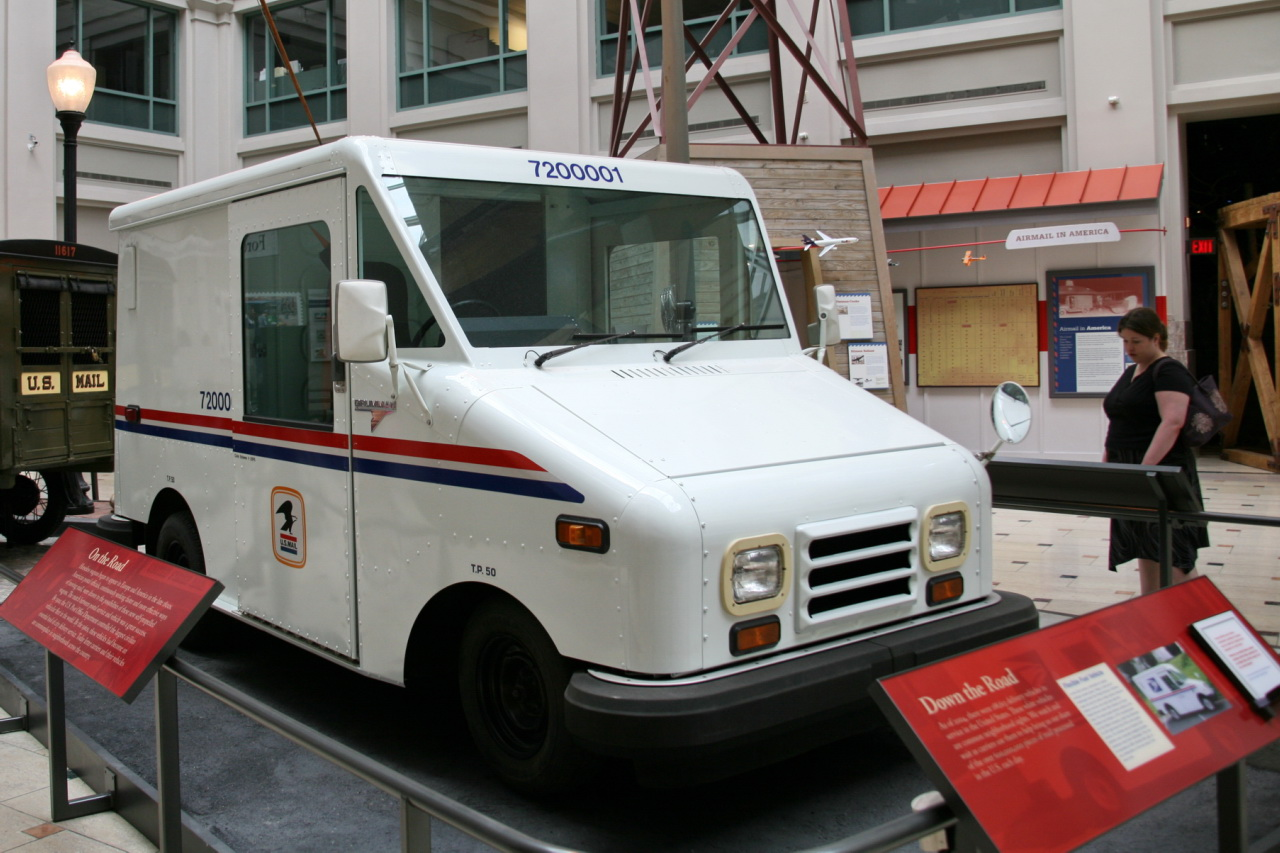
Grumman LLV на выставке в Национальном почтовом музее, Вашингтон, округ Колумбия
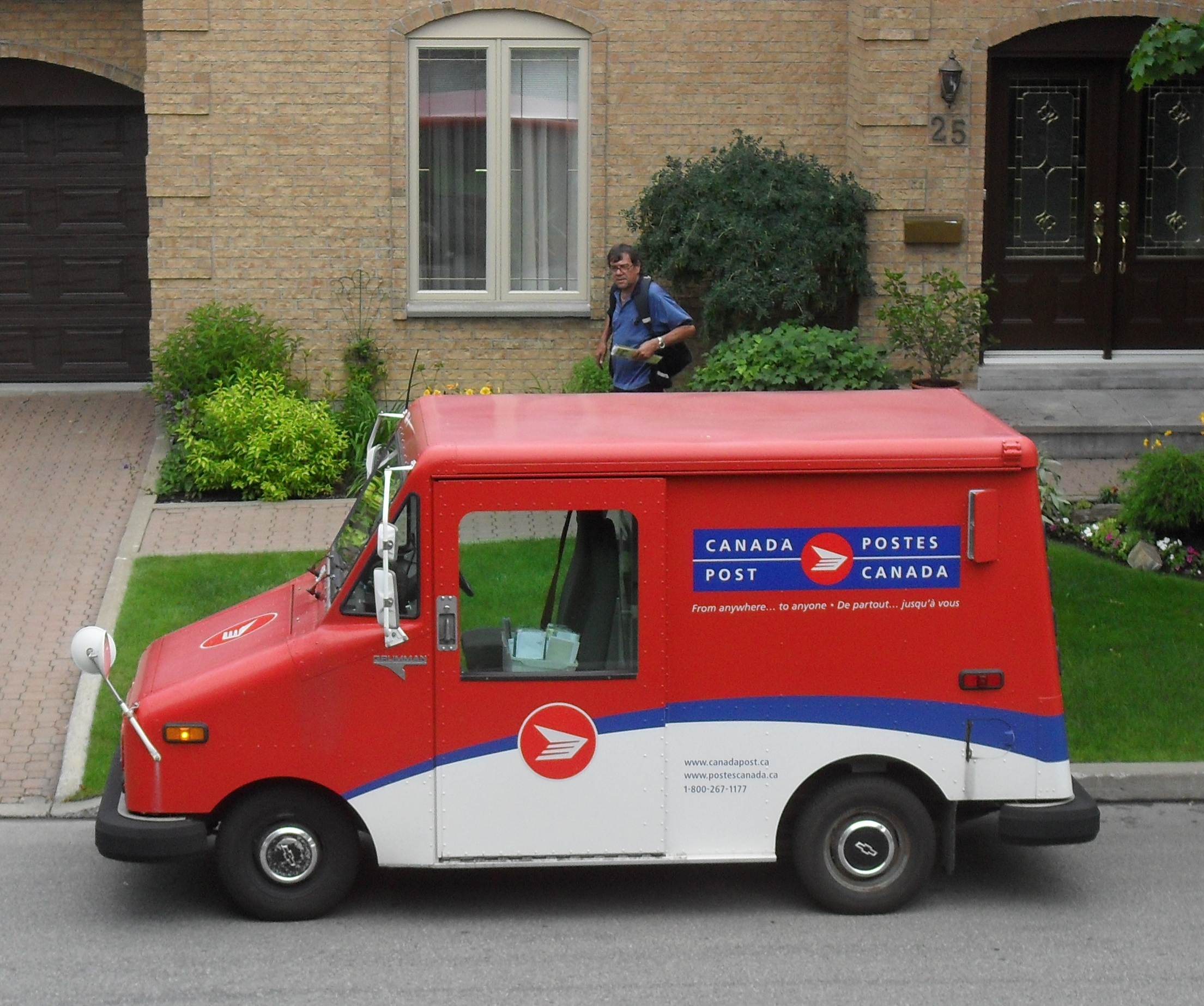
Grumman LLV в Монреале, Квебек, июнь 2010 года
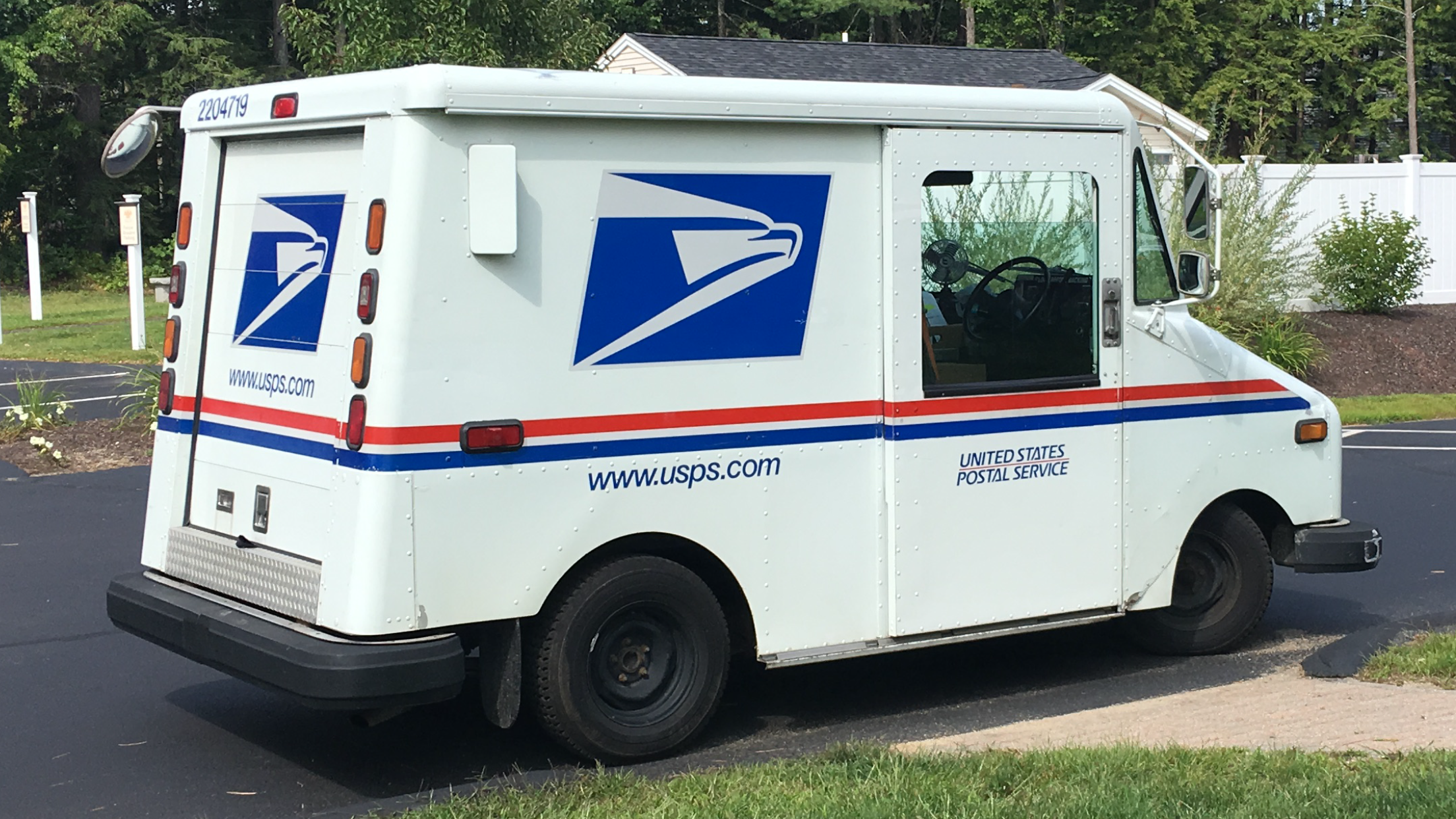
Grumman LLV в Конкорде, Нью-Гэмпшир, 2017 год
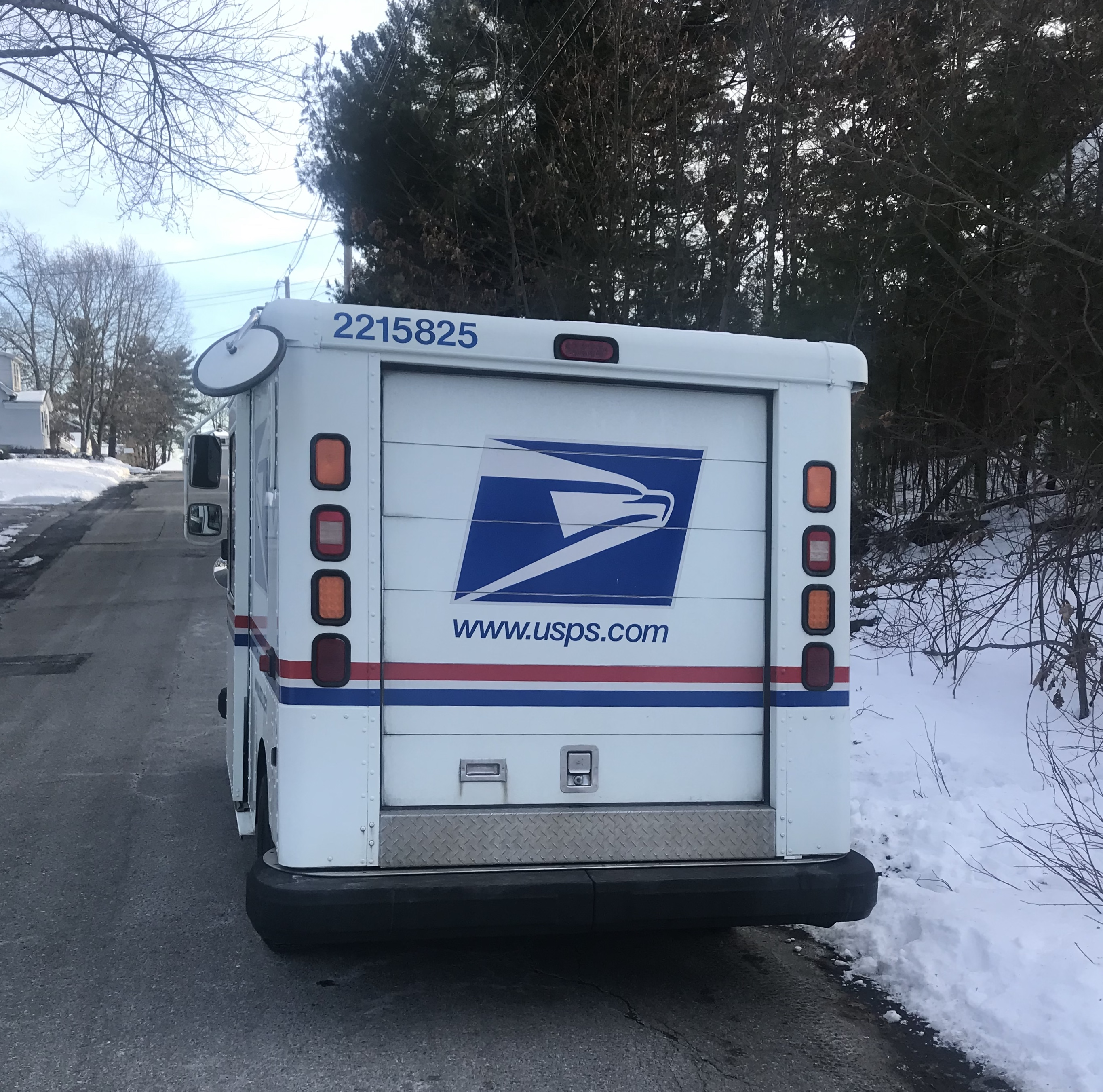
Grumman LLV в штате Массачусетс, 2020 год